# یوج (تنکابن)
یوج (تنکابن)، روستایی است از توابع بخش کوهستان شهرستان تنکابن در استان مازندران ایران.

## جمعیت
این روستا در دهستان سه‌هزار قرار گرفته و مرکز این دهستان بشمار می‌آید که بر پایه سرشماری مرکز آمار ایران در سال ۱۳۹۵، جمعیت آن ۷۷ نفر (۲۸ خانوار) بوده است.